# Susanne Riesch
Susanne Riesch (* 8. Dezember 1987 in Garmisch-Partenkirchen) ist eine ehemalige deutsche Skirennläuferin. Sie ist die Schwester von Maria Höfl-Riesch und fuhr vor allem Slaloms und Riesenslaloms.

## Biografie
Riesch bestritt im Alter von 15 Jahren ihr erstes FIS-Rennen. Seit Februar 2004 geht sie im Europacup an den Start. Ebenfalls im Februar 2004 nahm sie an den Juniorenweltmeisterschaften im slowenischen Maribor teil und wurde 17. im Slalom. Im März 2005 zog sich Riesch einen Kreuzbandriss zu. 2006 wurde sie Deutsche Jugendmeisterin im Slalom.
Nach einem ersten sporadischen Einsatz beim Weltcupslalom von Ofterschwang im Februar 2006, bei dem sie allerdings die Qualifikation für den zweiten Durchgang verfehlte, rückte sie zur Saison 2006/07 endgültig in den deutschen Weltcup-Kader auf. Gleich zum Saisonauftakt fuhr sie im finnischen Levi im Slalom überraschend auf den fünften Platz. Riesch nahm an den Weltmeisterschaften 2007 in Åre und an den Weltmeisterschaften 2009 in Val-d’Isère im Slalom teil, schied aber jeweils im ersten Durchgang aus.
Zu Beginn der Saison 2009/10 erreichte Riesch in den Slaloms von Levi und Aspen jeweils den vierten Platz. Am 13. Dezember 2009 gelang ihr als Dritte des Slaloms von Åre der erste Podestplatz im Weltcup. Den zweiten erreichte sie am 3. Januar 2010 im Slalom von Zagreb, wo sie wiederum Dritte wurde. Sie qualifizierte sich durch diese guten Ergebnisse für die Olympischen Winterspiele 2010 in Vancouver, bei denen sie im Slalom startete und sich einen Medaillengewinn erhoffte. Beim Rennen schied sie im zweiten Durchgang auf Position 4 liegend aus. Den Slalomweltcup beendete sie an siebter Position. Im März 2010 wurde sie Deutsche Meisterin im Riesenslalom und ein Jahr später in der Super-Kombination.
In der Saison 2010/11 war Rieschs bestes Weltcupergebnis der vierte Platz im ersten Slalom in Levi. Im Slalomweltcup fiel sie auf Platz 13 zurück. Bei den Weltmeisterschaften 2011 in ihrem Heimatort Garmisch-Partenkirchen schied sie im zweiten Slalomdurchgang aus, nachdem sie den ersten Lauf an zwölfter Position beendet hatte. Mit dem deutschen Team gewann sie am 20. März 2011 beim Saisonfinale in Lenzerheide den nur zum Nationencup zählenden Teambewerb vor Italien und Österreich.
Im September 2011 erlitt Riesch beim Abfahrtstraining in Chile einen Bruch des linken Schienbeinkopfes, einen Kreuzbandriss und eine Meniskusverletzung. Sie musste deshalb die gesamte Saison 2011/12 pausieren. Aufgrund der Schwere der Verletzung konnte sie auch in der Saison 2012/13 noch nicht in den Weltcup zurückkehren.
In der Saison 2013/14 hatte sie ihr Comeback, musste aber im November 2013 erneut am Knie operiert werden. Die Qualifikation für Olympia 2014 in Sotschi gelang Riesch in ihrer Paradedisziplin Slalom nicht. Am 6. Januar 2015 beendete sie ihre aktive Karriere. Nach Karriereende machte sie eine Ausbildung zur Erzieherin.
Susanne Riesch ist die jüngere Schwester von Maria Höfl-Riesch und eine Nichte des Bobfahrers Wolfgang Zimmerer.

## Erfolge

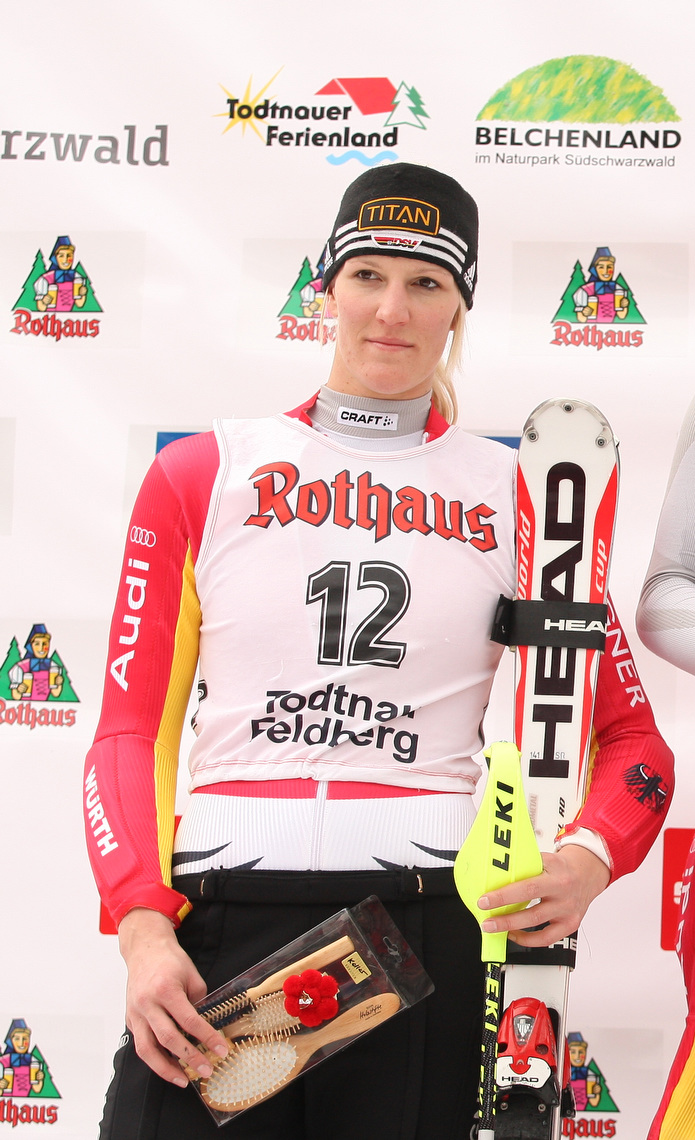
Susanne Riesch (2010)

### Weltcup
- Saison 2009/10: 7. Slalomweltcup
- 2 Podestplätze in Einzelrennen
- 1 Sieg bei Mannschaftswettbewerben

### Weltcupwertungen
| Saison  | Gesamt                              | Gesamt                              | Slalom                              | Slalom                              | Kombination                         | Kombination                         | City Event                          | City Event                          |
| Saison  | Platz                               | Punkte                              | Platz                               | Punkte                              | Platz                               | Punkte                              | Platz                               | Punkte                              |
| ------- | ----------------------------------- | ----------------------------------- | ----------------------------------- | ----------------------------------- | ----------------------------------- | ----------------------------------- | ----------------------------------- | ----------------------------------- |
| 2006/07 | 89.                                 | 45                                  | 30.                                 | 45                                  | –                                   | –                                   | –                                   | –                                   |
| 2007/08 | 81.                                 | 41                                  | 33.                                 | 41                                  | –                                   | –                                   | –                                   | –                                   |
| 2008/09 | 47.                                 | 143                                 | 16.                                 | 133                                 | 38.                                 | 10                                  | –                                   | –                                   |
| 2009/10 | 25.                                 | 270                                 | 7.                                  | 270                                 | –                                   | –                                   | –                                   | –                                   |
| 2010/11 | 41.                                 | 161                                 | 13.                                 | 146                                 | –                                   | –                                   | 9.                                  | 15                                  |
| 2011/12 | verletzungsbedingt keine Ergebnisse | verletzungsbedingt keine Ergebnisse | verletzungsbedingt keine Ergebnisse | verletzungsbedingt keine Ergebnisse | verletzungsbedingt keine Ergebnisse | verletzungsbedingt keine Ergebnisse | verletzungsbedingt keine Ergebnisse | verletzungsbedingt keine Ergebnisse |
| 2012/13 | verletzungsbedingt keine Ergebnisse | verletzungsbedingt keine Ergebnisse | verletzungsbedingt keine Ergebnisse | verletzungsbedingt keine Ergebnisse | verletzungsbedingt keine Ergebnisse | verletzungsbedingt keine Ergebnisse | verletzungsbedingt keine Ergebnisse | verletzungsbedingt keine Ergebnisse |
| 2013/14 | 91.                                 | 26                                  | 36.                                 | 26                                  | –                                   | –                                   | –                                   | –                                   |

### Europacup
- 2 Podestplätze, davon 1 Sieg:

| Datum           | Ort            | Land    | Disziplin |
| --------------- | -------------- | ------- | --------- |
| 10. Januar 2008 | Melchsee-Frutt | Schweiz | Slalom    |

### Nor-Am Cup
- Saison 2008/09: 4. Slalomwertung
- 5 Podestplätze, davon 4 Siege

### Juniorenweltmeisterschaften
- Maribor 2004: 17. Slalom
- Flachau 2007: 5. Slalom

### Weitere Erfolge
- 2 deutsche Meistertitel (Riesenslalom 2010, Super-Kombination 2011)
- 4 Siege in FIS-Rennen